# Busani
Busani (ros. Бусани) – słodkowodne jezioro w azjatyckiej części Rosji, w Buriacji.
Leży u południowo-zachodniego podnóża Gór Południowomujskich, w kotlinie bauntowskiej. Powierzchnia 36,8 km²; głębokość do 10 m. Dno silnie porośnięte wodorostami. Liczne gatunki ryb. 
Do jeziora wpada rzeka Mogoj. 